# Bohuslavice nad Moravou
Bohuslavice (deutsch Bohuslawitz) ist eine Gemeinde in Tschechien. Sie liegt sechs Kilometer nördlich von Mohelnice und gehört zum Okres Šumperk.

## Geographie
Hrabová befindet sich linksseitig der March in der Müglitzer Furche (Mohelnická brázda). Östlich des Dorfes fließt der Marchzufluss Lužní potok. Im Nordosten erhebt sich die Malá Polanka (450 m).
Nachbarorte sind Vitošov im Norden, Hrabová im Nordosten, Dubicko im Osten, Police im Südosten, Háj, Třeština und Mohelnice im Süden, Libivá und Květín im Südwesten, Lukavice im Westen sowie Zvole im Nordwesten.

## Geschichte
Bohuslavice wurde um 1250, vermutlich auf Veranlassung von Beneda von Dubicko, dem Oberhofjäger des Markgrafen Ottokar II. Přemysl, gegründet. Die erste urkundliche Erwähnung des Dorfes erfolgte 1356 im Zuge seiner Teilung in zwei Anteile. In der Mitte des 15. Jahrhunderts erwarben die Tunkl von Brníčko die Güter. Sie ließen entlang der March von Zábřeh bis Třeština von ihren Untertanen Teiche und Dämme anlegen. Das Marchtal bildete in Kriegszeiten ein Durchzugsgebiet der verschiedensten Truppen, die das Dorf plünderten oder verwüsteten. Während des Dreißigjährigen Krieges wurde Bohuslavice von den Schweden zur Gänze ruiniert und später wieder neu besiedelt. 1771 lebten in dem Dorf 338 Menschen. 1814 brach bei einem Hochwasser der March der Damm, dabei wurde Bohuslavice überflutet und stand 14 Tage unter Wasser. Bei der Choleraepidemie von 1832 starben innerhalb von zwei Wochen 50 Einwohner. Im 19. Jahrhundert wurden die alten Tunklschen Fischteiche abgelassen und die Böden landwirtschaftlicher Nutzung zugeführt.
Nach der Aufhebung der Patrimonialherrschaften bildete Bohuslavice / Bohuslawitz ab 1850 eine Gemeinde im Bezirk Hohenstadt. Zwischen 1863 und 1864 entstand eine Schule. Am 18. August 1875 vernichtete ein Großbrand 26 Häuser. Infolgedessen wurde 1880 eine Freiwillige Feuerwehr gegründet. 1883 überflutete die March den Ort. 1890 hatte Bohuslavice 587 Einwohner. 1901 erfolgte in der Mühle Háj die Einrichtung eine Elektrizitätswerkes. Zur Ent- und Bewässerung der Böden wurden 1913 Meliorationsarbeiten durchgeführt. 1930 hatte das Dorf 551 tschechische Einwohner. Beim Hochwasser im September 1938 brach erneut ein Deich und Bohuslavice wurde zu einer Insel in einem großen See.
Nach dem Münchner Abkommen wurde der Ort dem Deutschen Reich angeschlossen und gehörte bis 1945 zum Landkreis Hohenstadt. 1939 lebten in Bohuslawitz 564 Menschen. Zum Ende des Jahres 1960 wurde der Okres Zábřeh aufgelöst und die Gemeinde dem Okres Šumperk zugeordnet. Im Juli 1997 wurde Bohuslavice erneut überflutet, als bei Lesnice und an der Straße nach Lukavice die Dämme brachen. Durch die Fluten wurden neun Häuser zerstört.

## Gemeindegliederung
Für die Gemeinde Bohuslavice sind keine Ortsteile ausgewiesen.

## Sehenswürdigkeiten
- Kapelle am Dorfplatz
- Statue des hl. Josef, auf dem Damm an der March, nordwestlich des Dorfes